# Karamat (Palasah)
Karamat is een plaats (kelurahan) in het onderdistrict (kecamatan) Palasah van het  regentschap Majalengka in de provincie West-Java, Indonesië.  Karamat telt 3108 inwoners (volkstelling 2010).